# Earl Warren
Earl Warren (Los Angeles, 19 de março de 1891 — Whashington, 9 de julho de 1974) foi político e jurista americano que serviu como governador da Califórnia entre 1943 e 1953 e Chefe de Justiça dos Estados Unidos de 5 de outubro de 1953 a 23 de junho de 1969. Ele é geralmente considerado um dos juízes e líderes políticos da Suprema Corte mais influentes da história dos Estados Unidos.
Durante o seu exercício do cargo na Suprema Corte dos Estados Unidos, recebeu muitas queixas sobre inconstitucionalidades, como sobre leis de segregação racial (mais notavelmente o caso Brown v. Board of Education), direitos civis, separação das igrejas e do estado, direitos de defesa e enquadramento penal (mais notavelmente o caso Miranda v. Arizona).
Foi Earl Warren que presidiu à Comissão Warren, que investigou o Assassinato de John F. Kennedy.